# Rex King
Rex King (28 marzo 1934) è un giocatore di snooker australiano, professionista dal 1974 al 1975.